# کمادا
کمادا (به اسپانیایی: Quemada) یک شهرستان در اسپانیا است.